# Focussen
Focussen is het op een specifieke manier inzetten van mindfulness als psychotherapie.
Focussen is ontwikkeld door de Amerikaanse psychotherapeut en filosoof Eugene Gendlin. Zijn filosofie achter de methode is "zijn en toelaten". Dit leidt tot een psychotherapeutisch (leer)proces dat intern is georiënteerd. Hierin staat het houden van een specifiek soort open, niet-oordelende aandacht voorop. Het gaat om het subtiel lichamelijk ervaren zonder het meteen in woorden uit te drukken.

## Oorsprong
Focussen komt voort uit 15 jaar onderzoek naar de werkzaamheid van aspecten uit de psychotherapie. Eugene Gendlin deed dit onderzoek vanaf 1953 aan de Universiteit van Chicago. Hij concludeerde dat bij een succesvolle aanpak de patiënt zich intuïtief in zichzelf concentreert en een geringe lichamelijk gewaarwording ervaart. Deze subtiele ervaring bevat informatie die als men zich erop concentreert ("focust") de sleutel vormt tot de psychische problemen van de patiënt.